# Голубичное
Голуби́чное — село в Амурском районе Хабаровского края. Входит в состав Литовского сельского поселения.

## География
Село находится на правом берегу реки Дарга, вблизи железнодорожной линии Волочаевка II — Комсомольск-на-Амуре между станциями Партизанские Сопки и Джелюмкен.

## Население
| 2002 | 2010 | 2011 | 2012 | 2021 |
| ---- | ---- | ---- | ---- | ---- |
| 54   | ↘22  | →22  | ↘20  | ↘4   |

## Улицы
В селе имеются две улицы: Заречная и Лесная.